# Silent Night (película de 2021)
Silent Night (La última noche en español) es una película británica de thriller apocalíptico y humor negro de 2021 escrita y dirigida por Camille Griffin. Está protagonizada por Keira Knightley y Matthew Goode en los papeles principales y se estrenó en cines el 3 de diciembre de 2021.

## Trama
Mientras el mundo se enfrenta al apocalipsis, un grupo de viejos amigos se reúne para celebrar la Navidad en una idílica casa de campo en Reino Unido. Incomodados por la idea de la inevitable destrucción de la humanidad, deciden afrontar la situación con tranquilidad, abriendo otra botella de alcohol y continuando con la celebración. Pero, por mucho que quieran fingir normalidad, tarde o temprano, tendrán que hacer frente a la idea de que es su última noche.

## Reparto
- Keira Knightley como Nell
- Matthew Goode como Simon
- Roman Griffin Davis como Artur «Art», hijo mayor de Nell y Simon
- Hardy y Gilby Griffin Davis como Hardy y Thomas, los hijos gemelos de Nell y Simon
- Annabelle Wallis as Sandra, hermana de Nell
- Rufus Jones como Tony, marido de Sandra
- Davida McKenzie como Kitty, hija de Sandra y Tony
- Sope Dirisu como James, amigo de la infancia de Nell y Sandra
- Lily-Rose Depp como Sophie, mujer de James
- Kirby Howell-Baptiste como Alex, amiga de la familia
- Lucy Punch como Bella, mujer de Alex